# Сен-Сезер (Верхняя Гаронна)
Сен-Сезе́р (фр. Saint-Cézert, окс. Sent Cesèrt) — коммуна во Франции, находится в регионе Юг — Пиренеи. Департамент — Верхняя Гаронна. Входит в состав кантона Гренад. Округ коммуны — Тулуза.
Код INSEE коммуны — 31473.

## География
Коммуна расположена приблизительно в 580 км к югу от Парижа, в 29 км к северо-западу от Тулузы.
По территории коммуны протекает небольшая река Маргесто (фр. Marguestaud).

## Климат
Климат умеренно-океанический. Зима мягкая и снежная, весна характеризуется сильными дождями и грозами, лето сухое и жаркое, осень солнечная. Преобладают сильные юго-восточные и северо-западные ветры.

## Население
Население коммуны на 2010 год составляло 369 человек.
| 1962 | 1968 | 1975 | 1982 | 1990 | 1999 | 2010 |
| ---- | ---- | ---- | ---- | ---- | ---- | ---- |
| 270  | 221  | 188  | 329  | 402  | 413  | 369  |

## Администрация
| Период | Период | Фамилия      | Партия | Примечания |
| ------ | ------ | ------------ | ------ | ---------- |
| 2001   | 2008   | Анри Лабезен |        |            |
| 2008   | 2020   | Клод Бютто   |        |            |

## Экономика
В 2010 году среди 236 человек трудоспособного возраста (15—64 лет) 197 были экономически активными, 39 — неактивными (показатель активности — 83,5 %, в 1999 году было 76,6 %). Из 197 активных жителей работали 179 человек (98 мужчин и 81 женщина), безработных было 18 (6 мужчин и 12 женщин). Среди 39 неактивных 13 человек были учениками или студентами, 15 — пенсионерами, 11 были неактивными по другим причинам.

## Достопримечательности
- Церковь Св. Орана

## Фотогалерея

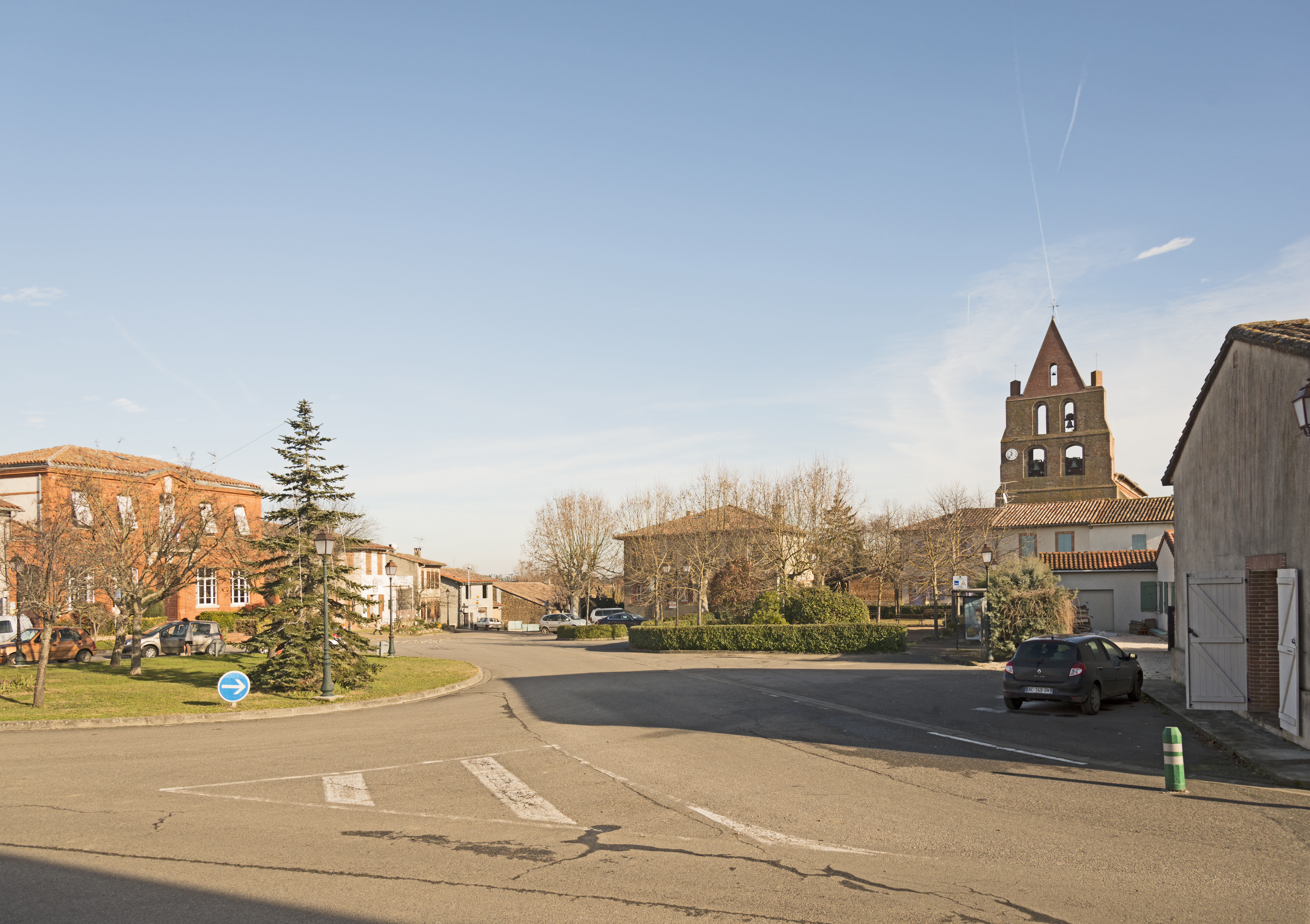
Сен-Сезер
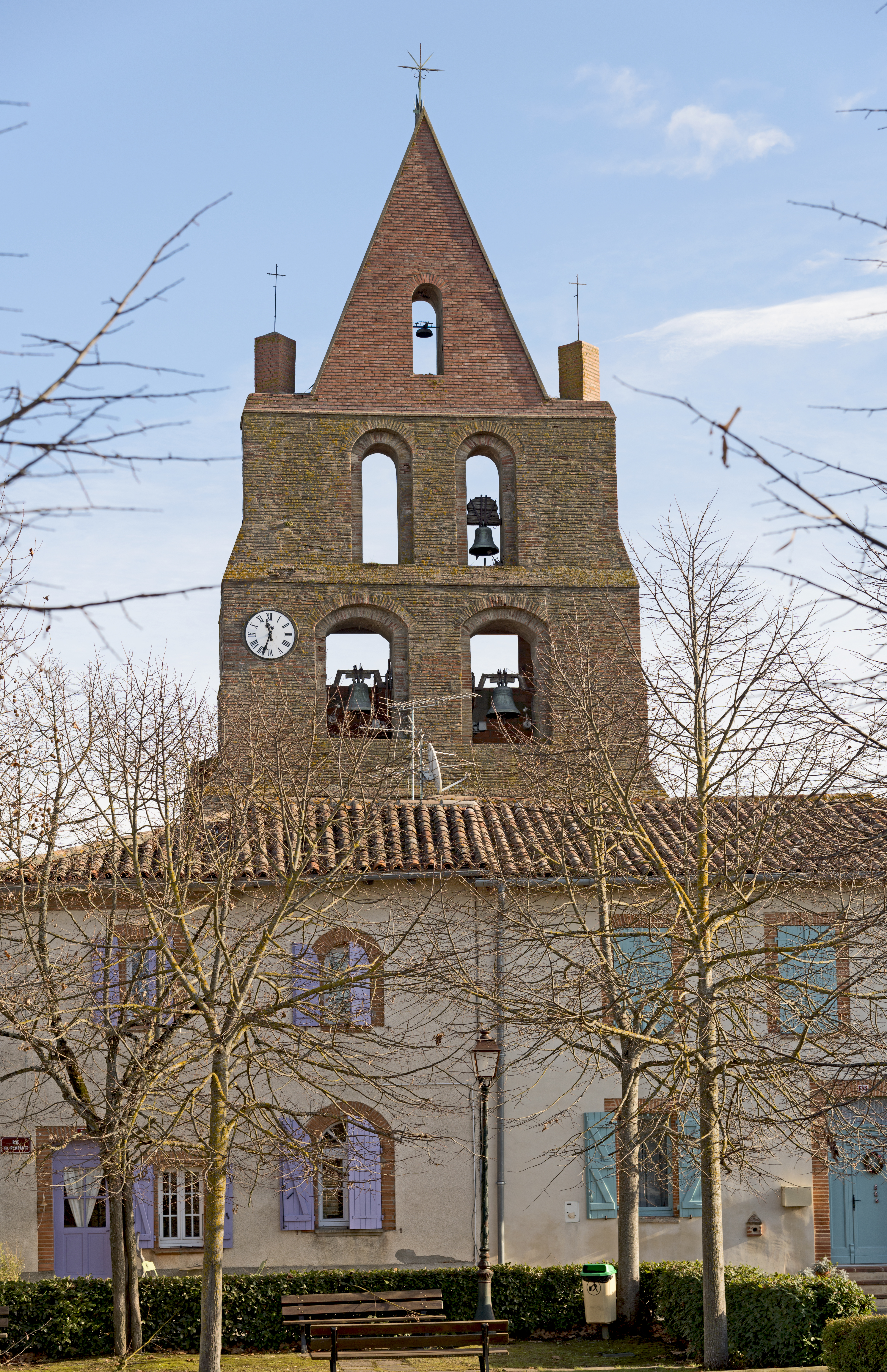
Церковь Св. Орана
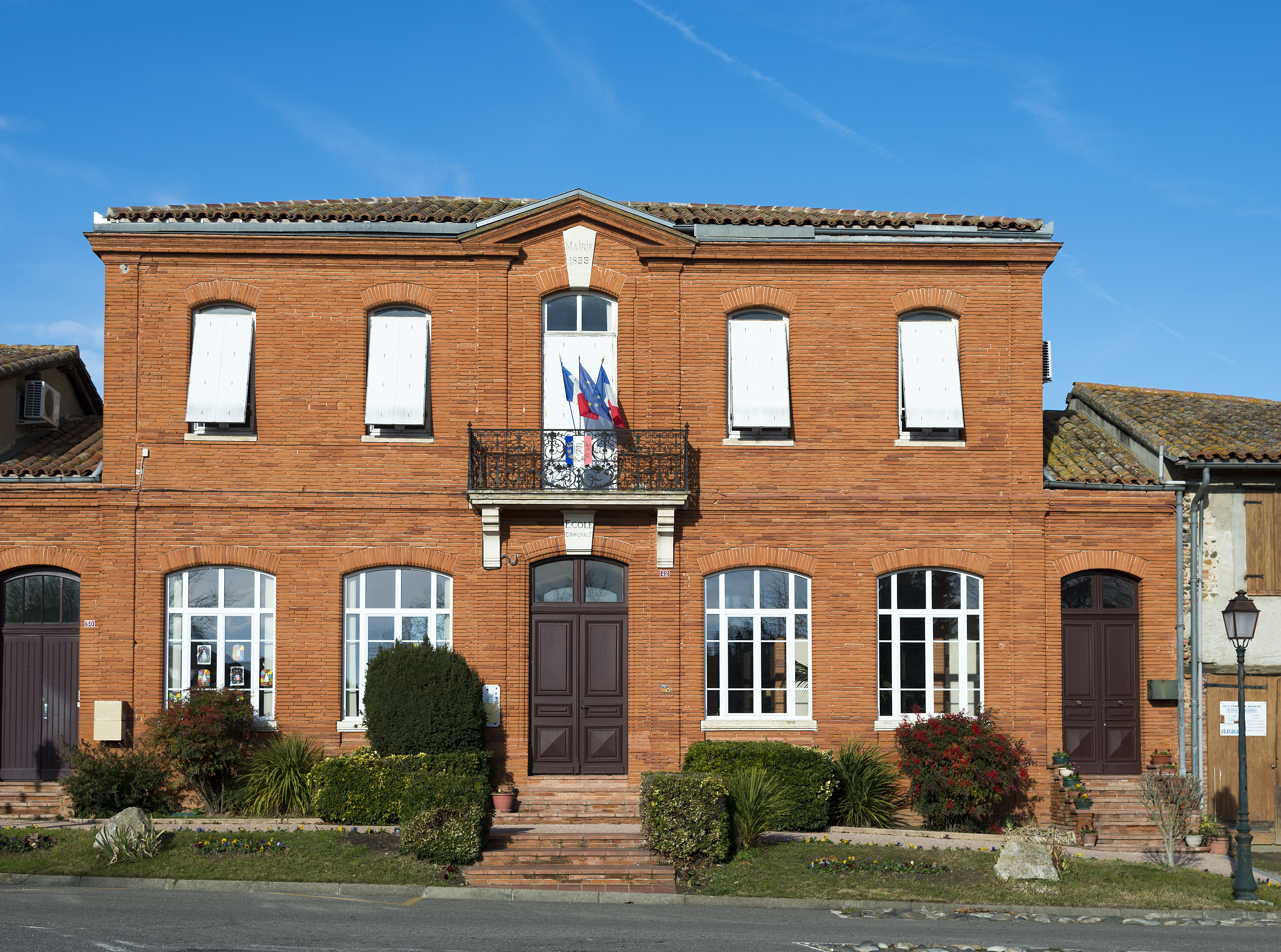
Мэрия
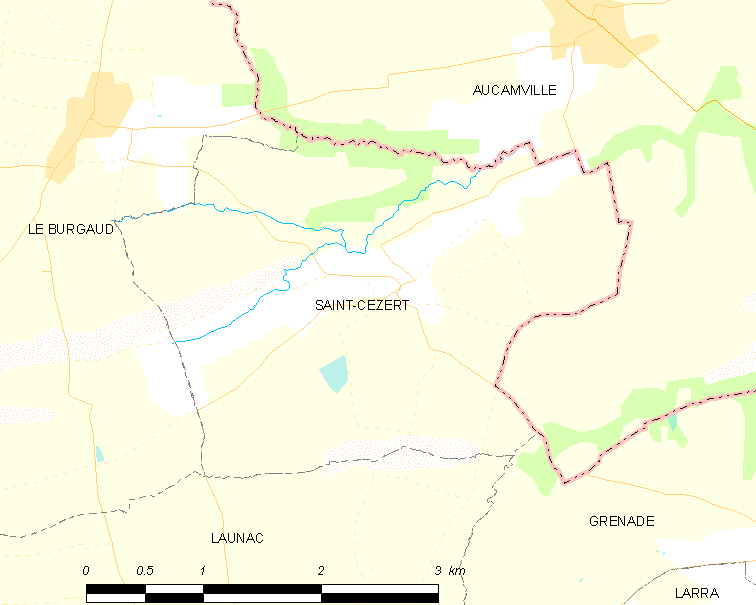
Карта коммуны